# Liste der Fernstraßen in Venezuela
Die Liste der Fernstraßen in Venezuela bietet einen Überblick über die Fernstraßen in Venezuela. Es gibt vier Typen von Straßen: die Autobahnen (Autopista) ohne Bezeichnung, die Nationalstraßen (carretera troncal), die Regionalstraßen (carretera local) und die Nebenstraßen (carretera ramal) nur mit Nummern versehen.

## Nationalstraßen
| Kurz | Name | Verlauf                                                                                                | Länge   |
| ---- | ---- | --- | ------- |
|      | 1    | Caracas – Barquisimeto – San Cristóbal                                                                 | 900 km  |
|      | 2    | Caracas – San Fernando de Apure – Puerto Páez                                                          | 612 km  |
|      | 3    | Morón – Coro – Maracaibo – El Jaguita                                                                  | 600 km  |
|      | 4    | Acarigua – Barquisimeto – Coro – Punto Fijo                                                            | 444 km  |
|      | 5    | Valencia – Barinas – San Cristóbal                                                                     | 652 km  |
|      | 6    | La Fría – Maracaibo – Guarero – Grenze nach Kolumbien                                                  | 477 km  |
|      | 7    | Barinas – San Cristóbal                                                                                | 370 km  |
|      | 8    | Apurito – Alto de El Rincon                                                                            | 230 km  |
|      | 9    | Caracas – Barcelona – Güiria                                                                           | 667 km  |
|      | 10   | Casanay – Ciudad Guayana – Grenze nach Brasilien                                                       | 970 km  |
|      | 11   | San Pedro – Capitan Bado                                                                               | 380 km  |
|      | 12   | Carenero – Caicara del Orinoco – Puerto Ayacucho                                                       | 768 km  |
|      | 13   | Tinaco – Anaco – Maturín                                                                               | 668 km  |
|      | 14   | Píritu – Zaraza                                                                                        | 90 km   |
|      | 15   | Valle de la Pascua – El Tigre – Tucupita                                                               | 529 km  |
|      | 16   | Barcelona – El Tigre – Ciudad Bolívar                                                                  | 484 km  |
|      | 17   | Carora – Maracaibo                                                                                     | 235 km  |
|      | 19   | San Antonio de Caparo – San Fernando de Apure \| Caicara del Orinoco – Ciudad Bolívar – Ciudad Guayana | 1032 km |